# Karsztbokorerdő

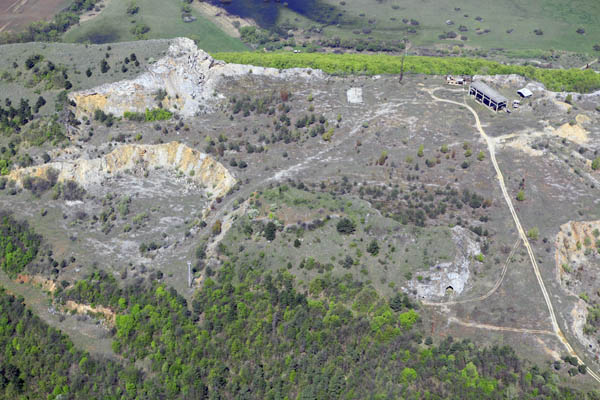
Az Esztramos-hegyi karszt az Aggteleki Nemzeti Parkban

A karsztbokorerdő egy dolomit, mészkő vagy ritkábban andezit alapkőzeten kialakuló intrazonális erdőfajta. Mint intrazonális társulást, a kialakulási hely domborzata és vízellátottsága alapján jellemezhető, ennek alapján főleg a száraz, talajerózió hatására lepusztult, meredek, sziklás felszíneken található meg. Talaja sekély, kőtörmelékes rendzina, sziklás-köves váztalaj, illetve erubáz. Egyes rendszertanokban „molyhos tölgyes bokorerdő” néven szerepel.
Hazánkban a Magyar-középhegység, valamint a Dél-Dunántúl délnek néző, sziklás hegyoldalain jelenik meg. A kis bokorerdő foltok mindig száraz gyeptárulásokkal, sztyepprétekkel, sziklagyepekkel váltakozva, mozaikosan helyezkednek el. A mozaikban a facsoportok-ligetek minimális részaránya 50%. Az ország egyes tájain más-más típusai fordulnak elő, de állományaik megjelenése roppant jellegzetes.

## Növényzete
Növényzetének szerkezete laza: a cserjeszint rendszerint dús, a fák ritkábbak. A dolomit alapú karsztbokorerdő jellemző faja a csertölgy és a cserszömörce, a mészkő alapúé a mezei juhar, a virágos kőris, a bibircses kecskerágó, a molyhos tölgy és a sajmeggy (Biolex). A mindössze 4-6 méter magas lombkoronaszintben a molyhos tölgy fajcsoport girbe-gurbán növő, göcsörtös példányai mellett a virágos kőris a Dunántúlon, a magas kőris az Északi-középhegység keleti felében szerepel. A fák gyakran 5-10-20 törzsből képződő csoportokban nőnek. A kis facsoportok belsejében ritkán nő 5-10 erdei fajnál több, és ezek egy jó része is nem annyira a nem zárt erdőkre, mint inkább az erdős sztyeppekre jellemző. A „bokorerdő” kifejezés arra utal, hogy a lombkorona- és a cserjeszint összeér, sőt egybefonódik.
A facsoportokat a sziklagyep vagy sztyepprét felé gyakran kettős sáv zárja le:
- egyrészt cserjék gyűrűje (közöttük olyan fajokkal, amelyek nagy területet tudnak sűrűn beborítani, és amelyek letörpülve a gyepszintben is megjelennek, mint például a cserszömörce, illetve a közönséges fagyal),
- sarjtelepes, illetve nagyobb termetű kórós kétszikűek szegélye (köpeny). Ennek fajai bár ritkásan, de a facsoport belsejében is megélnek, leginkább azonban a peremeken tömegesek.[1] A sztyepprétek és erdős sztyeppek fényigényesebb  fajai az erdőfoltocskák kevéssé záró lombsátra alatt is megjelennek.

A cserjeszint további, gyakori fajai:
- ostorménbangita,
- kökény,
- gyepűrózsa,
- bibircses kecskerágó,
- húsos som,
- egybibés galagonya,
- néhol a pukkanó dudafürt (Colutea arborescens) is.

Sokszor fellelhetők benne reliktum fajok, mint például a magyar körte.
Aljnövényzetükben a száraz gyepek fajai az erdőfoltokba is behatolnak, de e fajok egyedszáma és tömege kisebb az erdeiekénél. Sok a közös, mindegyik típusának gyepszintjében szereplő növény:
- tollas szálkaperje (Brachypodium pinnatum),
- nagyezerjófű (Dictamnus albus),
- soktérdű salamonpecsét (Polygonatum odoratum),
- méreggyilok (Vincetoxicum hirundinaria),
- sarlós gamandor (Teucrium chamaedrys),
- margitvirág (Leucanthemum sp.),
- piros gólyaorr (Geranium sanguineum),
- magas rekettye (Genista tinctoria ssp. elatior),
- kónya habszegfű (Silene nutans),
- erdei gyöngyköles (Lithospermum purpureo-coeruleum),
- kardos peremizs (Inula ensifolia),
- törpe sás (Carex humilis) stb.
- A száraz gyepek minden típusba benyomuló fajai pl.:
- hasznos tisztesfű (Stachys recta),
- ágas homokliliom (Anthericum ramosum),
- sudár rozsnok (Bromus erectus),
- mezei zsálya (Salvia pratensis),
- homoki pimpó (Potentilla arenaria),
- ebfojtó müge (Asperula cynanchica),
- csabaíre (Sanguisorba minor),
- rekettyelevelű gyújtoványfű (Linaria genistifolia),
- deres tarackbúza (Agropyron intermedium),
- magyar szegfű (Dianthus pontederae).[1]

## Típusai
Földrajzilag is elég jól elváló típusait leginkább a közepesen fejlett gyepszint eltérései alapján különítik el.
Jellemző típusai:
- Cserszömörce – molyhos tölgy bokorerdő (Cotino - Quercetum pubescentis) — a Dunántúli-középhegységben dolomiton, a Bükkben dolomiton és homokkövön nő; legszebb állományai a Vértesben és a Keleti-Bakonyban találhatók. Nyugat-balkáni rokonságú, szubmediterrán fajokban gazdag típus.
- Baranyai peremizses karsztbokorerdő (Inulo spiraeifolio - Quercetum pubescentis) — a Mecsekben és a Villányi-hegységben nő.
- Sajmeggyes – molyhos-tölgyes bokorerdő (Ceraso mahaleb – Quercetum pubescentis) — az Északi-középhegységben, valamint a Dunántúli-középhegység egyes részein (Budai-hg., Gerecse, Balaton-felvidék) nő: főképp mészkövön, de vulkáni kőzeteken (leginkább andeziten) is.

Közeli rokonaik a többnyire andeziten növő kocsánytalan tölgyes bokorerdők.

## Állatvilága
Állatvilága viszonylag egységes. Nagy az énekesmadarak diverzitása, így gyakori faj például a fitiszfüzike, az európai lappantyú, az erdei pacsirta és a szürke légykapó. Magyarország bajszos sármányainak jelentős része karsztbokorerdőkben él (Biolex).